# Geert Deferm
Geert Deferm (Hasselt, 6 maggio 1963) è un allenatore di calcio ed ex calciatore belga, di ruolo difensore.

## Carriera
Ha vinto la Coppa delle Coppe 1987-1988 col KV Mechelen e la Supercoppa Europea l'anno seguente. Nella stagione 1989-1990 ha giocato 3 partite in Coppa dei Campioni.

## Palmarès

### Club

#### Competizioni nazionali
- Campionato belga: 1

Mechelen: 1988-1989
- Coppa del Belgio: 1

Mechelen: 1986-1987

#### Competizioni internazionali
- Coppa delle Coppe: 1

Mechelen: 1987-1988
- Supercoppa UEFA: 1

Supercoppa UEFA: 1988